# Cloreto de oxalila
O Cloreto de oxalila (C2O2Cl2), também chamado de cloreto do ácido oxálico, é um reagente incolor utilizado na síntese orgânica.